# Athena Chu
Athena Chu (chiń.: 朱茵, pinyin Zhū Yīn) (ur. 25 października 1971 w Hongkongu) – chińska aktorka.

## Filmografia
- Węzeł (Yun shui yao, 2006)
- Love is a Many Stupid Thing (2004) [cameo]
- Sex and the Beauties (2004)
- Shiver (2003)
- Chinese Odyssey 2002 (2002)
- Time 4 Hope (2002)
- Stowaway (2001)
- Never Say Goodbye (2001)
- Love Correction (2000)
- Conman in Tokyo (2000)
- The Boss Up There (1999)
- The H.K. Triad (1999)
- Horoscope 1: The Voice from Hell (1999)
- Raped by an Angel 4: The Raper's Union (1999)
- The Conman (1998)
- Take Five (1998)
- Tricky King (1998)
- Step into the Dark (1998)
- The Love and Sex of the Eastern Hollywood (1998)
- Raped by an Angel 2: The Uniform Fan (1998)
- Ah Fai the Dumb (1997)
- The Feeling of Love (1996)
- Hero of Swallow (1996)
- Trouble Maker (1995)
- Shaolin Kung Fu Kids (1995)
- Remember M, Remember E (1995)
- A Chinese Odyssey Part 2 (1995)
- A Chinese Odyssey Part 1 (1995)
- The Legend of the Condor Heroes (1994)
- Lantern (1994)
- Easy Money (1994)
- Vampire Family (1993)
- Tom, Dick And Hairy (1993)
- Policyjna opowieść 4: Projekt S (1993)
- To Miss With Love (1992)
- Fight Back To School 2 (1992)